# Cão-guaxinim
Cão-guaxinim (português brasileiro) ou cão-mapache (português europeu) (nome científico: Nyctereutes procyonoides), também conhecido como tanuki (em japonês: タヌキ) é um animal, membro da família dos canídeos; não é um verdadeiro cão e sim uma das espécies existentes do gênero Nyctereutes.
Esta espécie é originária do Japão, Manchúria e sudeste da Sibéria. Entre 1929 e 1955 foram introduzidos na União Soviética e espalharam-se rapidamente a partir daí. São agora abundantes na Escandinávia e nos Países Bálticos, tendo já sido avistados em lugares tão distantes quanto a França e a Itália.
Podem ser encontrados em terrenos montanhosos ou em planícies mas são mais comuns nos bosques. Podem ser avistados perto de zonas rurais e povoados.
Um animal adulto pode medir 65 cm de comprimento e pesar de 4 a 10 kg. As fêmeas em regra dão à luz 5 cachorrinhos. Vivem entre 3 a 4 anos no habitat natural e chegam aos 11 em cativeiro.
As populações nativas de cão-guaxinim da Ásia do Leste diminuíram nos últimos anos devido à caça, comércio de pele e armadilha para pele, urbanização, aumento de animais associados com a civilização humana como animais de estimação, abandono de animais, e doenças que podem ser transmitidas entre eles.

## Classificação e Subespécies
As seis subespécies do cão-guaxinim são:
- Nyctereutes procyonoides viverrinus Temminck, 1838 encontrado no Japão
- Nyctereutes procyonoides procyonoides Temminck, 1838 encontrado no resto da Ásia
- Nyctereutes procyonoides albus Beard, 1904 encontrado em Hokkaido (Japão)
- Nyctereutes procyonoides ussuriensis Matschie, 1907 encontrado na Sibéria (Rússia)
- Nyctereutes procyonoides koreensis Mori, 1922 encontrado na Coreia
- Nyctereutes procyonoides orestes Thomas, 1923 encontrado em Yunnan (China)

Há um debate na comunidade científica em relação à especiação do cão-guaxinim entre as subespécies siberiana (N. p. ussuriensis), chinesa (N. p. procyonoides) e japonesa (N. p. viverrinus) devido às diferenças nos cromossomos, no comportamento e no peso entre todas elas.

## Comportamento
Tal como as outras espécies da família Canidae, o cão-guaxinim é onívoro. No entanto, a sua dieta é atipicamente diversa, consistindo de invertebrados, rãs, lagartos, roedores e pássaros junto com sementes e bagas. Aqueles que habitam perto de zonas costeiras comem também caranguejos e carcaças de animais marinhos.
O cão-guaxinim é reservado, e pouco agressivo; prefere se esconder ou gritar do que lutar, e finge-se de morto para evitar seus predadores. São monógamos, e os machos costumam brigar pelas fêmeas. A estação da corte começa quando os cães-guaxinim emergem da toca em que se abrigam durante o inverno. A fêmea tem o cio durante aproximadamente seis dias. O nó no báculo, durante o coito, dura aproximadamente seis minutos, menos do que em outros canídeos. Quando os filhotes nascem, depois de uma gestação de aproximadamente 60 dias, o macho ajuda a criar os filhotes, primeiro fornecendo comida à sua companheira, e posteriormente também para os filhotes, após eles terem sido desmamados, aproximadamente 50 dias depois do nascimento. Os pequenos cães-guaxinim estão física e sexualmente maduros depois de um ano. 
O cão-guaxinim é o único canídeo que entra em torpor durante os meses frios. Também é um canídeo incomum, pelo fato de suas garras curvas permitirem-no escalar árvores; o único outro canídeo com esta capacidade é a raposa-cinzenta. Não ladra, e seu rabo assume a forma de um U invertido quando deseja expressar dominância. Os dentes do cão-guaxinim são considerados pequenos para um canídeo.

## Introdução na Europa
Entre 1929 e 1955 a subespécie N. p. ussuriensis foi introduzida na parte da União Soviética localizada na Europa, para a prática da caça visando o comércio de sua pele, que tem crescido rapidamente desde então. Em 1948, 35 cães-guaxinins foram introduzidos na Letônia. A população aumentou rapidamente. Em 1960 o país relatou oficialmente que um total de 4210 cães-guaxinins haviam sido caçados. Nenhum efeito negativo na fauna nativa foi reportado. Entretanto, especulou-se que a introdução do cão-guaxinim à Europa possa ter trazido carrapatos infectados, que introduziram na Ásia o vírus da meningoencefalite dos carrapatos.
O cão-guaxinim encontra-se abundante atualmente na região entre a Finlândia, Estônia, Lituânia e Letônia, e existem relatos de que já exista na França, Itália, e Suíça.

## Significância cultural

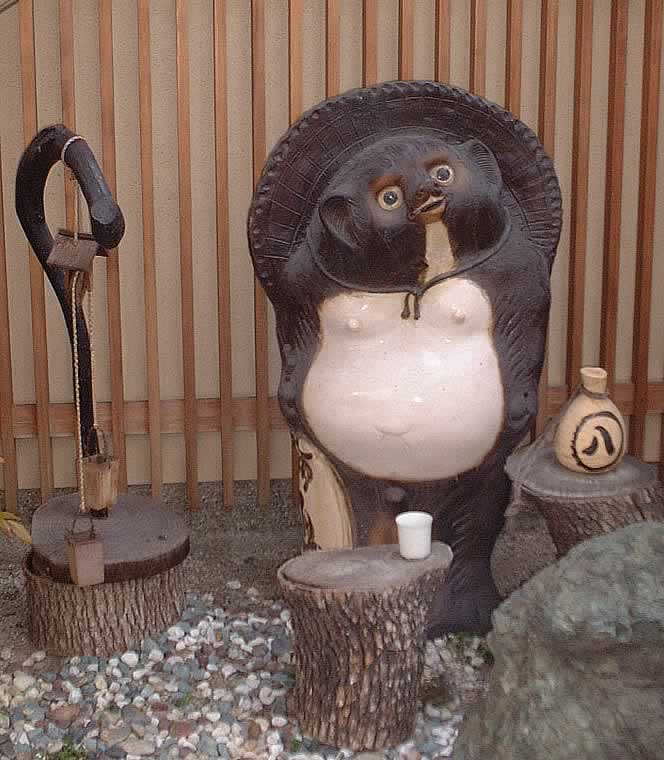
Arte em cerâmica japonesa de um Cão-guaxinim (Tanuki)

O animal demonstra uma significância histórica e cultural no Japão, onde é chamado de tanuki, um termo que também é às vezes traduzido como "texugo" e muitas vezes erroneamente traduzido para o inglês como raccoon ("guaxinim"). Tradicionalmente, diferentes áreas do Japão adotavam diferentes nomes diferentes para os cães-guaxinim, que por sua vez eram usados para denotar animais diferentes em outras partes do país; contudo atualmente a palavra oficial para se referir ao animal, no dialeto padrão de Tóquio, é tanuki - termo que transporta a um significado folclórico (ver tanuki). Ele é também um tema comum na arte japonesa, especialmente estatuária.

## Uso da pele
Uma investigação feita por três grupos de proteção dos animais no comércio de peles na China nos anos de 2004 e parte de 2005 apontou que aproximadamente 1,5 milhão de cães-guaxinim estariam sendo criados para o uso da pele naquele país. Os cães-guaxinim compreendem a 11% de todos os animais caçados no Japão. Vinte por cento da produção doméstica de peles na Rússia é de cães-guaxinim.
Em 24 de Abril de 2008, a Humane Society of the United States (HSUS) entrou com um processo por propaganda enganosa na Comissão Federal de Comércio dos Estados Unidos, alegando que pelo menos 20 varejistas do país têm categorizado erroneamente a pele de cão-guaxinim. Segundo o HSUS, 70% de artigos das peles testadas eram de cão-guaxinim, porém eram vendidas como pele falsa, coiote, coelho ou outros animais.